# ミカエル・ハフストローム
ジャン・ミカエル・ハフストローム（Jan Mikael Håfström, 1960年7月1日 - ）は、スウェーデン出身の映画監督。代表作として『Evil』が知られている。

## 経歴
ルンド出身。ストックホルム大学で映画を学んだ後、ニューヨークのスクール・オブ・ビジュアル・アーツで美術を学ぶ。フリーランスの映画評論家として活動し始めた後、スウェーデンのテレビ局にてアシスタントディレクターと脚本家として働き、テレビ映画の監督を経て、1995年に『Vendetta』で初めて監督を務めた。
その後、2001年に『Days Like This』を監督し、続く2003年の『Evil』では第76回アカデミー賞の国際長編映画賞にノミネートを果たした。2004年には、自身が監督したスラッシャー映画である『ポゼッション』がカンヌ国際映画祭にて上映された。
2005年には、クライヴ・オーウェンとジェニファー・アニストンが主演を務めた『すべてはその朝始まった』を監督した。2007年にはスティーヴン・キングの同名の小説を基にし、ジョン・キューザックが主演を務めた自身初のハリウッド映画である『1408号室』を監督した。
2010年に上海国際映画祭で初演された映画『シャンハイ』にてキューザックを再び起用した。2011年には、アンソニー・ホプキンス主演の『ザ・ライト -エクソシストの真実-』を監督し、2013年に監督を務めた映画『大脱出』では、アーノルド・シュワルツェネッガーとシルヴェスター・スタローンが主演を務めた。

## 監督作品
- Days Like This (2001) 日本未公開
- Evil (2003) 日本未公開、アカデミー賞外国語映画賞ノミネート
- ポゼッション Strandvaskaren (2004)
- すべてはその朝始まった Derailed (2005)
- 1408号室 1408 (2007)
- シャンハイ Shanghai (2009)
- ザ・ライト -エクソシストの真実- The Rite (2011)
- 大脱出 Escape Plan (2013)
- デンジャー・ゾーン Outside the Wire (2021)